# Championnat du Mali de football 2000-2001
Navigation
Saison précédente Saison suivante
La saison 2000-2001 du Championnat du Mali de football était la 34e édition de la première division malienne à poule unique, la Première Division. Les quatorze meilleurs clubs maliens sont regroupés au sein d'une poule unique où ils s'affrontent deux fois, à domicile et à l'extérieur. Les deux derniers du classement sont relégués en fin de saison et remplacés par les deux meilleurs clubs de Deuxième division.
C'est le Stade malien, tenant du titre, qui remporte à nouveau la compétition après avoir terminé -invaincu- en tête du classement final, avec douze points d'avance sur Djoliba AC et vingt-et-un sur le Cercle olympique de Bamako. C'est le dixième titre de champion du Mali de l'histoire du club, qui réussit le doublé en s'imposant face au club de Mamahira AC en finale de la Coupe du Mali.

## Les clubs participants
| - Djoliba AC - AS Real Bamako - Cercle olympique de Bamako - USFAS Bamako - Centre Salif Keita - AS Commune II - AS Tata National - Promu de Deuxième division | - Stade malien - Mamahira AC - Promu de Deuxième division - AS Sigui Kayes - Étoile sportive de Darsalam - Promu de Deuxième division - AS Mandé Bamako - AS Nianan - AS Débo Mopti - Promu de Deuxième division |

## Compétition

### Classement
Le barème de points servant à établir le classement se décompose ainsi :
- Victoire : 3 points
- Match nul : 1 point
- Défaite : 0 point

| Rang | Équipe                       | Pts | J  | G  | N | P  | Bp | Bc | Diff |
| ---- | ---------------------------- | --- | -- | -- | - | -- | -- | -- | ---- |
| 1    | Stade malien'T'C             | 66  | 26 | 20 | 6 | 0  | 52 | 12 | +40  |
| 2    | Djoliba AC                   | 54  | 26 | 15 | 9 | 2  | 47 | 14 | +33  |
| 3    | Cercle olympique de Bamako   | 45  | 26 | 12 | 9 | 5  | 35 | 19 | +16  |
| 4    | Centre Salif Keita           | 36  | 26 | 9  | 9 | 8  | 29 | 29 | 0    |
| 5    | Mamahira ACP                 | 34  | 26 | 9  | 7 | 10 | 23 | 26 | -3   |
| 6    | AS Mandé Bamako              | 34  | 26 | 9  | 7 | 10 | 25 | 27 | -2   |
| 7    | AS Real Bamako               | 33  | 26 | 10 | 3 | 13 | 31 | 37 | -6   |
| 8    | AS Nianan                    | 33  | 26 | 9  | 6 | 11 | 29 | 39 | -10  |
| 9    | Étoile sportive de DarsalamP | 33  | 26 | 9  | 6 | 11 | 27 | 40 | -13  |
| 10   | USFAS Bamako                 | 32  | 26 | 9  | 5 | 12 | 25 | 21 | +4   |
| 11   | AS Commune II                | 32  | 26 | 9  | 5 | 12 | 27 | 36 | -9   |
| 12   | AS Sigui Kayes               | 32  | 26 | 8  | 8 | 10 | 25 | 36 | -11  |
| 13   | AS Tata NationalP            | 31  | 26 | 8  | 7 | 11 | 20 | 27 | -7   |
| 14   | AS Débo MoptiP               | 6   | 26 | 1  | 3 | 22 | 13 | 48 | -35  |

|  | Qualification pour la Ligue des champions de la CAF 2002                             |
|  | Qualification pour la Coupe des Coupes 2002                                          |
|  | Qualification pour la Coupe de la CAF 2002                                           |
|  | Relégation en Deuxième division                                                      |
|  | T : Tenant du titre C : Vainqueur de la Coupe du Mali P : Promu de Deuxième division |

## Bilan de la saison
| Championnat du Mali de football 2000-2001 |                          |
| Champion                                  | Stade malien (10e titre) |
| Coupes et trophées                        |                          |
| Vainqueur de la Coupe du Mali 2000-2001   | Stade malien             |
| Qualifications continentales              |                          |
| Ligue des champions de la CAF 2002        | Stade malien             |
| Coupe des Coupes 2002                     | Mamahira AC              |
| Coupe de la CAF 2002                      | Djoliba AC               |
| Promotions et relégations                 |                          |
| Promus en Division 1                      | AS Bamako                |
| Promus en Division 1                      | AS Biton                 |
| Relégués en Division 2                    | AS Tata National         |
| Relégués en Division 2                    | AS Débo Mopti            |